# Comunidades Europeas

CE 1990.

Las Comunidades Europeas fueron tres organizaciones internacionales de cooperación económica, infraestructura jurídica y funcional, predecesoras de la Unión Europea: la Comunidad Europea del Carbón y del Acero, la Comunidad Económica Europea (renombrada luego como Comunidad Europea) y la Comunidad Europea de la Energía Atómica (la única que sigue existiendo cómo organismo separado de la UE). Estas comunidades surgieron para crear una fuerte unión económica entre sus países miembros. La intención era incentivar la cooperación entre los países europeos, asolados por dos guerras mundiales en la primera mitad del siglo XX, para fomentar así una solidaridad entre los Estados que garantizara la paz. Todos los países miembros formaban parte de las tres. Con el Tratado de fusión (o Tratado de Bruselas) de 1965 se crearía un único poder ejecutivo para las tres, constituyendo el embrión de la futura Unión Europea. 

## Las Comunidades

### Comunidad Europea del Carbón y del Acero (CECA)
Fue la primera Comunidad. Creada por seis Estados: Alemania, Francia, Italia, y los tres países del Benelux (Bélgica, Países Bajos, Luxemburgo).
Se ocuparía de los sectores del carbón y el acero de esos seis países. Fundada el 1951, es considerada la "semilla" de la Unión Europea por ser la primera Comunidad Europea. El tratado de fundación de dicha comunidad tenía una validez de 50 años, expirando el 2002 y quedando sus ámbitos de decisión dentro de la actual Unión Europea.

### Comunidad Económica Europea (CEE)
La más importante, sin duda, de las tres Comunidades Europeas. Fue fundada por los mismos miembros de la CECA, el 1957, por uno de los dos Tratados fundacionales de Roma, unos años después que esa comunidad hubiese demostrado que era un éxito. Esta vez, pero, no se le pondría un plazo de validez en años al tratado. En esta nueva Comunidad Europea (la CEE), se tratarían distintos y variados temas, todos económicos, que servirían para ampliar aún más la cooperación de los Estados europeos que quisieran formar parte de ella. Entre alguna de las cosas importantes que se harán en esta comunidad, están, entre otras cosas, establecer un arancel exterior común, una política agrícola conjunta (la PAC), y crear instituciones para el desarrollo económico de todos los países de la CEE.
La CEE desapareció como tal, y pasó a llamarse Comunidad Europea (CE, sin más) después del Tratado de Maastricht de 1992. En ese mismo tratado, se estableció que las tres Comunidades Europeas, la CECA, la CE (anterior CEE), y la CEEA (o EURATOM), pasarían a formar parte de la nueva Unión Europea. 
Se confunde muchas veces la CEE con la CE (Comunidad Europea), y con la actual UE (Unión Europea), cuando en realidad, no son exactamente lo mismo (aunque la CE fue la heredera directa de la desaparecida CEE, y a su vez, la CE fue sólo una parte de la Unión Europea). La CE se disolvió al integrarse definitivamente en la EU en 2009.

### Comunidad Europea de la Energía Atómica (EURATOM)
La CEEA, o EURATOM, se creará el mismo día que la CEE, en el 1957, creada por el otro Tratado Fundacional de Roma, y tendrá como finalidad establecer un mercado común de productos nucleares, y el desarrollo pacífico de la energía nuclear entre sus países miembros. Tampoco, igual que la CEE, tendrá un plazo marcado de años para su existencia. Una vez más, todos los miembros de esta otra comunidad (la tercera) también lo son de la CECA y de la CEE. Es posiblemente la menos conocida de las tres Comunidades Europeas, pero es la única que sigue existiendo de forma independiente respecto a la UE.

## La Asamblea

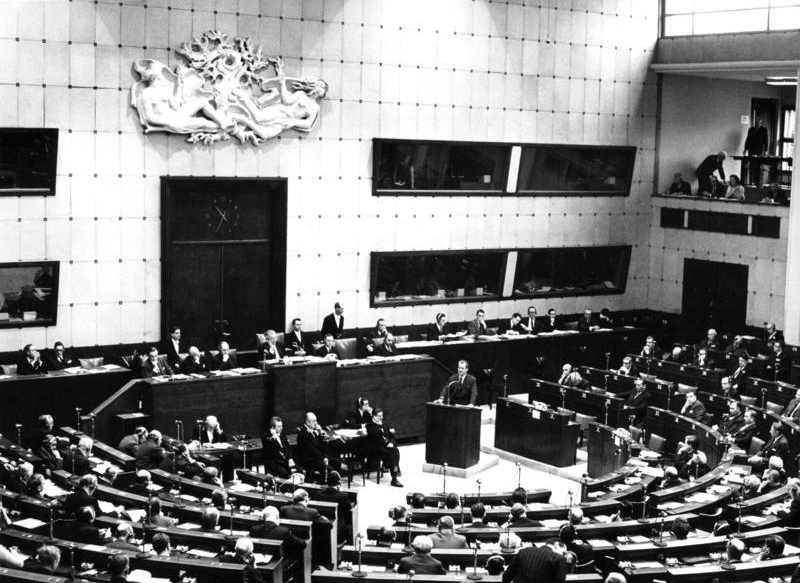
Primera sede de la Asamblea parlamentaria en Estrasburgo.

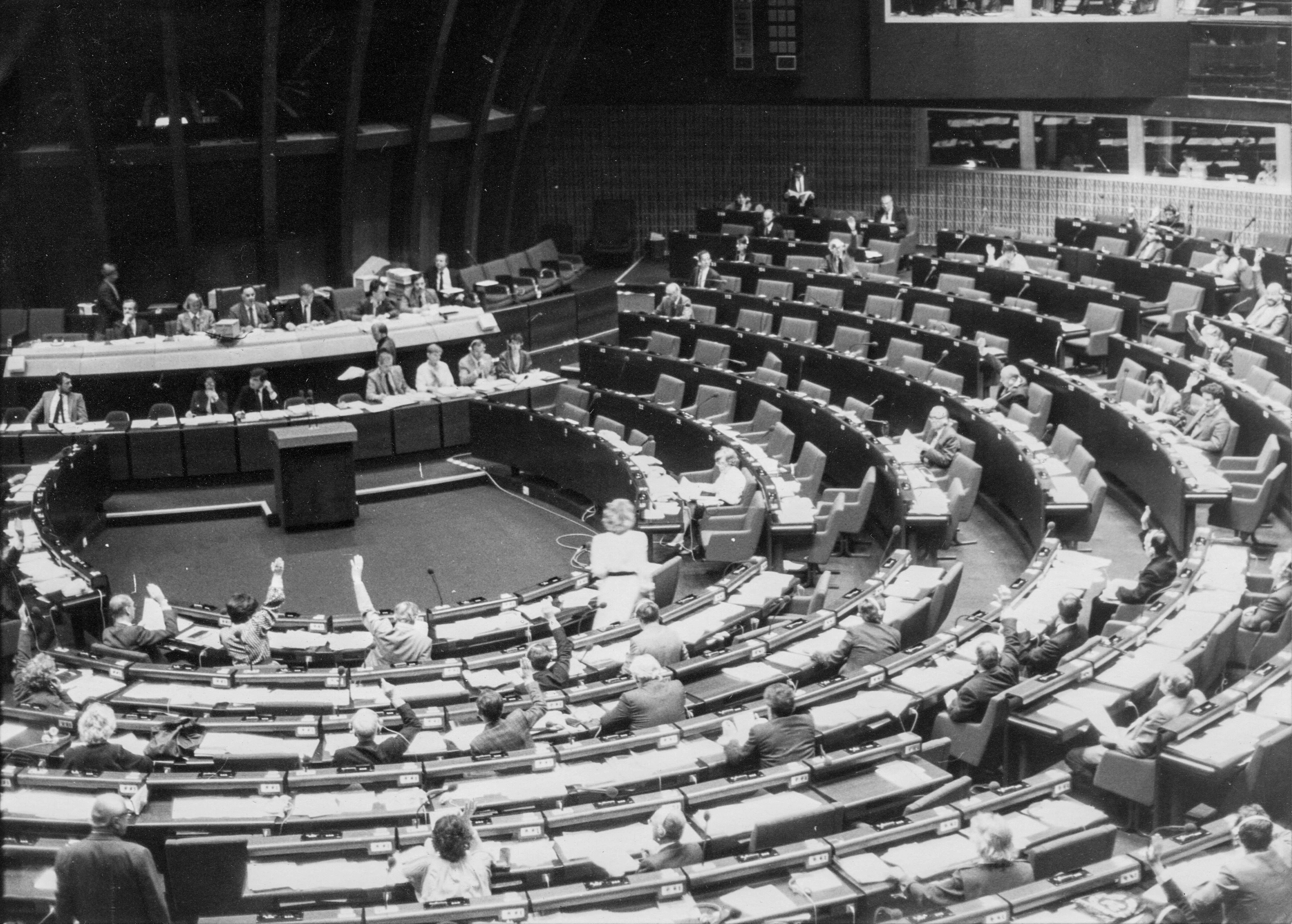
Segunda sede, más grande: Palacio de Europa, actual sede del Consejo de Europa, que fue compartida con el Parlamento Europeo entre 1977 y 1999.

Entre el 10 y el 13 de septiembre de 1952, se reunió por primera vez, en el marco de la Comunidad Europea del Carbón y del Acero (CECA), una Asamblea Parlamentaria compuesta por 78 diputados designados por sus respectivos parlamentos nacionales. Esta Asamblea prácticamente solo tenía competencias consultivas, aunque también tenía el poder de forzar una dimisión de la Alta Autoridad de la CECA (la posterior Comisión Europea) a través de una moción de censura. En 1957, a través de los tratados de Roma, se fundaron la Comunidad Económica Europea (CEE) y la Comunidad Europea de la Energía Atómica (Euratom). La Asamblea Parlamentaria, que en este momento estaba constituida por 142 diputados, ahora fue competente para las tres Comunidades; Robert Schuman fue elegido como primer presidente de este órgano ampliado. Aunque la Asamblea no obtuvo nuevas competencias, empezó a autodenominarse Parlamento Europeo (nombre que no fue reconocido oficialmente por los Estados miembros hasta 1986). Cuando las Comunidades Europeas obtuvieron un presupuesto propio en 1971, la Asamblea pudo participar en las decisiones sobre los gastos previstos, aunque no en el campo de los gastos para la Política Agrícola Común, que en ese momento eran cerca del 90 % del total del presupuesto europeo.
Si las primeras elecciones europeas directas en 1979 le dieron un mayor peso simbólico, el Acta Única Europea en 1986 significó la primera ampliación real de competencias para el Parlamento. Con el llamado procedimiento de cooperación, el Parlamento Europeo participó en la legislación general y podía adoptar oficialmente enmiendas para los proyectos legislativos, aunque la última palabra todavía permanecía en el Consejo de la UE.

## Desarrollo posterior

### Tratado de Maastricht
En 1992, después de la ratificación del Tratado de la Unión Europea (Tratado de Maastricht), las tres comunidades pasan a formar parte de esta nueva organización supranacional (es decir, una organización internacional con carácter político, algo hasta entonces nunca visto). Así, la nueva Unión Europea absorbe las tres comunidades y las adscribe dentro de su primer pilar, en la estructura de tres pilares adoptada a partir del Tratado. El segundo pilar de la Unión Europea se basará en la seguridad y defensa común, y el tercer pilar será de cooperación en materia de justicia y asuntos de interior. 

### Tratado de Lisboa
Tras el fracaso en la ratificación del Tratado por el que se establecía una Constitución para Europa, rechazado en referéndum por Francia y los Países Bajos, en 2007 la firma del Tratado de Lisboa supone la integración definitiva de las comunidades en la Unión Europea, que abandona la estructura de los tres pilares comunitarios adoptada en Maastricht y se define como organización internacional de integración con una estructura única, con base en un nuevo reparto de competencias. Sólo la Política Exterior y de Seguridad Común (PESC) mantiene aún un carácter intergubernamental (es decir, de cooperación), dirigida y ejecutada por el Consejo de la Unión Europea y el Consejo Europeo en colaboración con el alto representante de la Unión para Asuntos Exteriores y Política de Seguridad.